# Mistrzostwa Świata w Kajakarstwie Górskim 1993
23. Mistrzostwa świata w kajakarstwie górskim odbyły się w dniach 2–11 lipca 1993 we włoskiej Mezzanie. Zawodnicy rywalizowali ze sobą w ośmiu konkurencjach: czterech indywidualnych i czterech drużynowych.

## Końcowa klasyfikacja medalowa
| Miejsce | Państwo           | Złoto | Srebro | Brąz | Razem |
| ------- | ----------------- | ----- | ------ | ---- | ----- |
| 1       | Francja           | 2     | 5      | 2    | 9     |
| 2       | Wielka Brytania   | 2     | 1      | 2    | 5     |
| 3       | Czechy            | 2     | 0      | 1    | 3     |
| 4       | Niemcy            | 1     | 0      | 1    | 2     |
| 5       | Słowenia          | 1     | 0      | 0    | 1     |
| 6       | Stany Zjednoczone | 0     | 2      | 0    | 2     |
| 7       | Włochy            | 0     | 0      | 1    | 1     |
| 7       | Słowacja          | 0     | 0      | 1    | 1     |

## Medaliści
| Konkurencja:           | Złoto:                                                                                        | Srebro: | Brąz:                                                                                           |
| C-1 mężczyzn           | Martin Lang                                                                                   | Hervé Delamarre                                                                                            | Sören Kaufmann                                                                                  |
| C-1 drużynowo mężczyzn | Słowenia · Jože Vidmar · Boštjan Žitnik · Simon Hočevar                                       | Wielka Brytania · Bill Horsman · Gareth Marriott · Mark Delaney                                            | Włochy · Francesco Stefani · Luca Dalla Libera · Renato de Monti                                |
| C-2 mężczyzn           | Czechy · Jiří Rohan · Miroslav Šimek                                                          | Francja · Eric Biau · Bertrand Daille                                                                      | Francja · Frank Adisson · Wilfrid Forgues                                                       |
| C-2 drużynowo mężczyzn | Czechy · Marek Jiras i Tomáš Máder · Petr Štercl i Pavel Štercl · Jiří Rohan i Miroslav Šimek | Francja · Eric Biau i Bertrand Daille · Emmanuel del Rey i Thierry Saidi · Frank Adisson i Wilfrid Forgues | Słowacja · Roman Štrba i Roman Vajs · Juraj Ontko i Ladislav Čáni · Viktor Beneš i Milan Kučera |
| K-1 mężczyzn           | Richard Fox                                                                                   | Richard Weiss                                                                                              | Melvyn Jones                                                                                    |
| K-1 drużynowo mężczyzn | Wielka Brytania · Richard Fox · Melvyn Jones · Shaun Pearce                                   | Francja · Manuel Brissaud · Vincent Fondeviole · Sylvain Curinier                                          | Czechy · Vojtěch Bareš · Pavel Přindiš · Luboš Hilgert                                          |
| K-1 kobiet             | Myriam Jerusalmi                                                                              | Anne Boixel                                                                                                | Marianne Agulhon                                                                                |
| K-1 drużynowo kobiet   | Francja · Myriam Jerusalmi · Sylvie Lepeltier · Anne Boixel                                   | Stany Zjednoczone · Jana Freeburn · Cathy Hearn · Dana Chladek                                             | Wielka Brytania · Maria Lund · Rachel Crosbee · Lynn Simpson                                    |